# Parafia Świętych Apostołów Piotra i Pawła w Bolechowicach
Parafia Świętych Apostołów Piotra i Pawła w Bolechowicach – parafia rzymskokatolicka należąca do dekanatu Bolechowice. Siedziba dekanatu Bolechowice.